# Isis Mussenden
Isis Mussenden, née le 22 mai 1959 à Los Angeles, est une costumière américaine. Elle est notamment connue pour son travail sur les films de la saga Le Monde de Narnia ainsi que sur Shrek et American Psycho.

## Biographie
Isis Mussenden a étudié les arts plastiques à l'Université de Californie à Santa Barbara, puis le design de mode à la Parsons School of Design à New York, où elle a obtenu un Bachelor of Fine Arts en 1982. Elle a commencé sa carrière au théâtre, notamment au New York Shakespeare Festival, avant de se tourner vers le cinéma.

## Carrière
Elle a conçu les costumes de nombreux films notables, dont American Psycho (2000), Shrek (2001) et Shrek 2 (2004). Son travail sur Le Monde de Narnia : Le Lion, la Sorcière blanche et l'Armoire magique (2005) lui a valu le Costume Designers Guild Award pour l'excellence en film fantastique en 2006, ainsi qu'une nomination au BAFTA pour les meilleurs costumes. Elle a également été invitée à rejoindre l'Academy of Motion Picture Arts and Sciences en 2008.

## Filmographie sélective

### Cinéma
- The Allnighter (1987)
- The Blue Iguana (1988)
- Powwow Highway (1989)
- Shocker (1989)
- The Waterdance (1992)
- Ladybugs (1992)
- Bodies, Rest & Motion (1993)
- Claude (1993)
- Matinee (1993)
- Ghost in the Machine (1993)
- Sleep with Me (1994)
- White Man's Burden (1995)
- Albino Alligator (1996)
- Daylight (1996)
- Dante's Peak (1997)
- Krippendorf's Tribe (1998)
- Some Girl (1998)
- Hi-Life (1998)
- The Astronaut's Wife (1999)
- American Psycho (2000)
- Here on Earth (2000)
- Lost Cause (2000)
- Thirteen Days (2000)
- Shrek (2001)
- Jay and Silent Bob Strike Back (2001)
- Dirty Dancing: Havana Nights (2004)
- Breakin' All the Rules (2004)
- Shrek 2 (2004)
- Life of the Party (2005)
- Le Monde de Narnia : Le Lion, la Sorcière blanche et l'Armoire magique (2005)
- 10 Items or Less (2006)
- The Grand Design (2007)
- Le Monde de Narnia : Le Prince Caspian (2008)
- Drag Me to Hell (2009)
- Le Monde de Narnia : L'Odyssée du Passeur d'Aurore (2010)
- The Wolverine (2013)
- Fathers and Daughters (2015)
- On the Basis of Sex (2018)
- Velvet Buzzsaw (2019)

### Télévision
- Taken Away (1989)
- Storm and Sorrow (1990)
- Memphis (1992)
- A Private Matter (1992)
- Vanishing Son (1994)
- Ball & Chain (2001)
- Capital City (2004)
- Andy Barker, P.I. (2007)
- Outsourced (2011)
- The Playboy Club (2011)
- Masters of Sex (2015-2016)
- The Wheel of Time (2021)

## Récompenses et nominations
- 1993 : Nomination au CableACE Award pour Memphis.
- 2006 : Saturn Award du meilleur costume pour Le Monde de Narnia : Le Lion, la Sorcière blanche et l'Armoire magique.
- 2006 : Costume Designers Guild Award pour l'excellence en film fantastique pour Le Monde de Narnia : Le Lion, la Sorcière blanche et l'Armoire magique.
- 2006 : Nomination au BAFTA Award du meilleur costume pour Le Monde de Narnia : Le Lion, la Sorcière blanche et l'Armoire magique.
- 2009 : Nomination au Saturn Award du meilleur costume pour Le Monde de Narnia : Le Prince Caspian.
- 2011 : Nomination au Saturn Award du meilleur costume pour Le Monde de Narnia : L'Odyssée du Passeur d'Aurore.
- 2016 : Nomination au Costume Designers Guild Award pour Masters of Sex.